# Brno
Brno  (in tedesco Brünn; in ungherese Berén; in italiano storico Bruna), con una popolazione di 378 965 abitanti, è la seconda città più popolata della Repubblica Ceca dopo Praga. È il centro principale della Moravia e il capoluogo della regione della Moravia Meridionale, oltre che del distretto di Brno-město e di Brno-venkov. A Brno si parla un argot chiamato hantec.

## Geografia fisica
La città è situata nella parte sud-orientale della nazione, alla confluenza dei fiumi Svitava e Svratka. È capoluogo della regione storica della Moravia, dista circa 130 km da Vienna e 200 km da Praga.

## Storia

### Origini
La piana di Brno fu abitata fin dalla preistoria. Brno cresce ai piedi dei colli Špilberk e Petrov come un insediamento fortificato appartenente all'impero della Grande Moravia, e conosciuto come Staré Zámky dal Neolitico fino agli inizi dell'XI secolo, quando diventa castello dei principi feudatari della Moravia. Brno venne menzionata per la prima volta nelle Chronica Boëmorum di Cosma Praghese nel 1091 quando il re Vratislao II di Boemia assedia suo fratello Corrado I al castello di Brno.

### Margraviato di Moravia

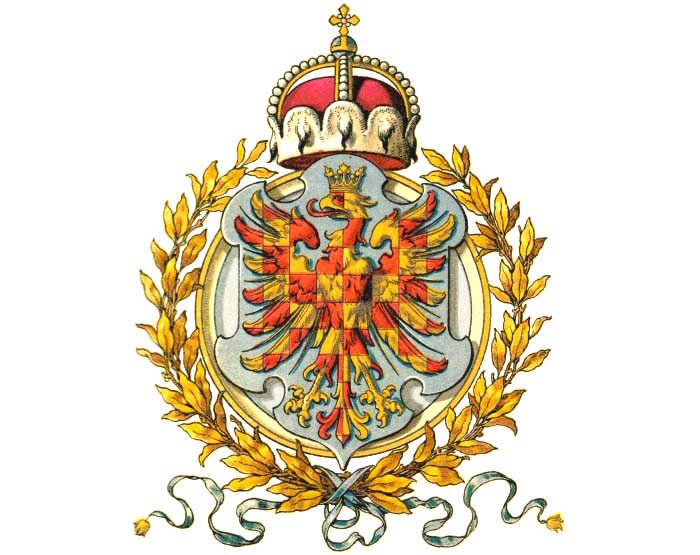
Stemma del Margraviato di Moravia

Verso la metà dell'XI secolo con lo smembramento della Grande Moravia, la Moravia viene divisa in tre principati distinti, ognuno dei quali, di discendenza dei Přemislidi, era indipendente e soggetto solo al Regno di Boemia. Sedi di questi governanti, e quindi "capitali" di questi territori erano le città-castello di Brno, Olomouc, e Znojmo. Nel 1182, venne creato il Margraviato di Moravia dall'imperatore Federico Barbarossa unendo i tre principati, e il potere politico venne assegnato a Corrado II, figlio del principe Corrado di Znojmo. Corrado II elesse a capitale del nuovo Stato equamente le città di Brno e Olomouc, anche se Znojmo deteneva comunque un ruolo importante. Fino alla metà del XVII secolo infatti la Moravský Zemský Snem, Dieta della Moravia; le Moravské Zemské desky, Catasto della Moravia e la Moravský Zemský soud, Corte di Giustizia, erano tenute, secondo delle sedute alterne, in ambedue le città. Tuttavia, Brno era la sede ufficiale dei Margravi, alloggiati allo Spielberg, e Olomouc la sede della Diocesi cattolica di Moravia. Nel 1243 Brno viene trasformata in città murata per volere di Venceslao I di Boemia che le concesse anche notevoli privilegi, come quello di Città Regia.

### Gli hussiti
Nel corso delle Guerre hussite, la città viene assediata due volte, nel 1428 e nel 1430, senza tuttavia essere espugnata. Nel 1435, a Brno, vengono concluse le trattative tra gli abitanti di Praga, il re Sigismondo di Lussemburgo e i rappresentanti del Concilio di Basilea.

### Gli svedesi

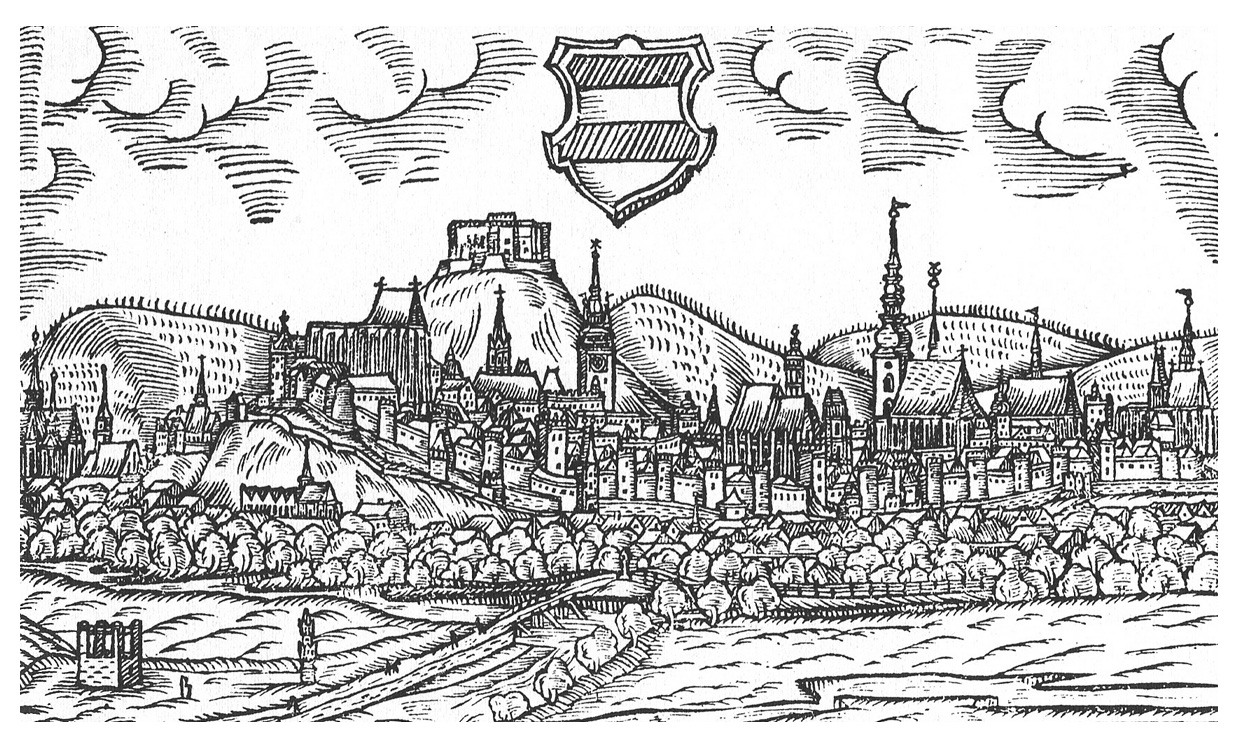
Brno nel 1593 da una stampa di Jan Willenberg

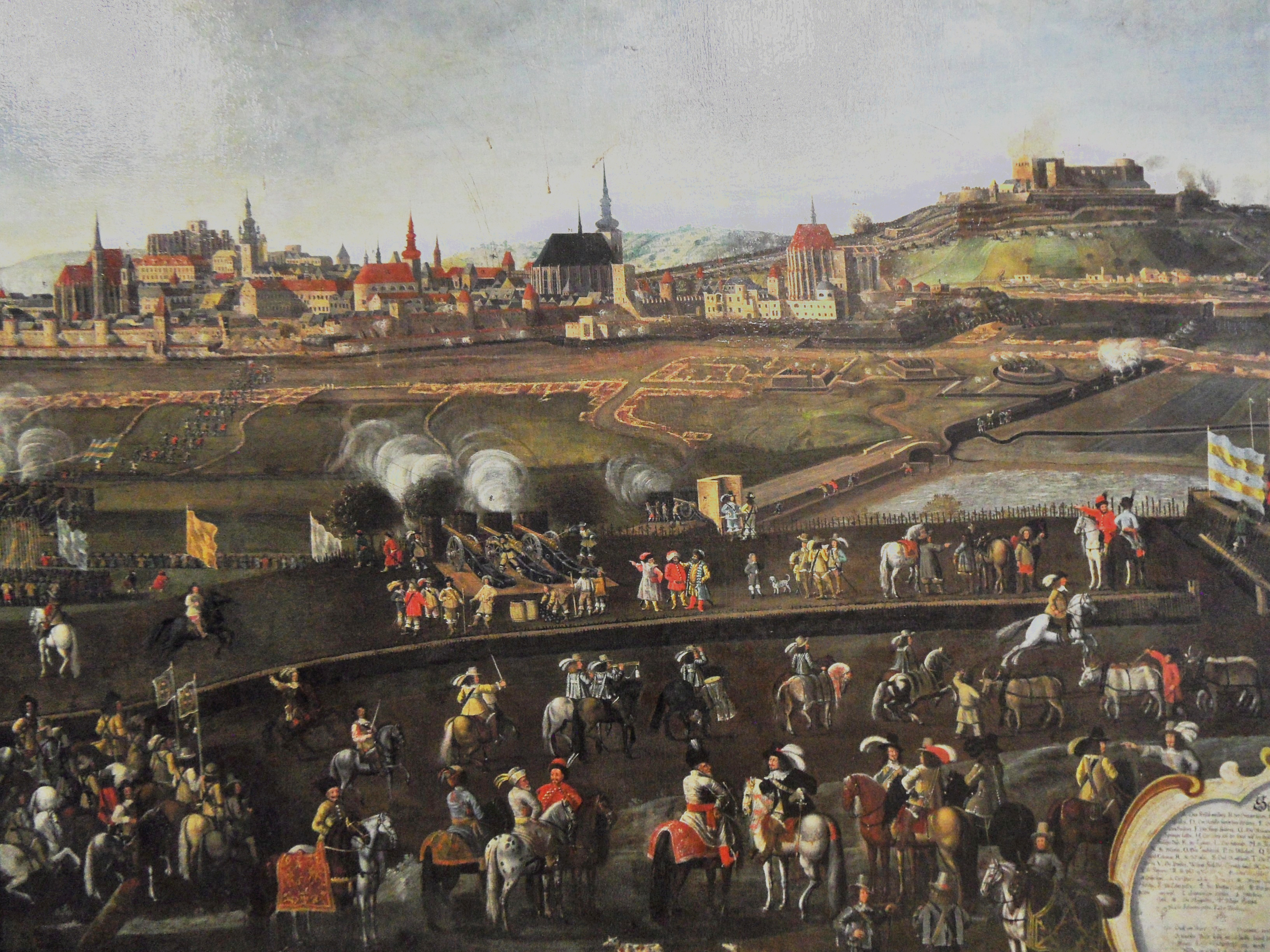
L'assedio svedese del 1645

Nel 1641, nel corso della Guerra dei Trent'anni, l'imperatore del Sacro Romano Impero e margravio di Moravia Ferdinando III d'Asburgo trasferisce definitivamente le Corti morave a Brno, in quanto Olomouc divenne uno degli obiettivi principali degli Svedesi. Nel 1642, infatti, Olomouc dovette arrendersi all'esercito svedese, sotto il quale restò per ben otto anni. Nel 1643 e nel 1645 le truppe svedesi guidate da Lennart Torstenson assediarono la città che, resistendo all'attacco, bloccò la sua avanzata verso Vienna e consentì in tal modo alla monarchia asburgica di riformare i suoi eserciti. Giocarono un ruolo importante per la difesa della città il condottiero Jean-Louis Raduit de Souches e il gesuita Rettore, Padre Martin Středa, che, nel 1648, dopo la fine della guerra, meritarono il rinnovo dei privilegi civici e da allora restò l'unica capitale della Moravia, come poi confermato anche dall'imperatore Giuseppe II d'Asburgo-Lorena nel 1782, e di nuovo nel 1849 dalla costituzione della Moravia.

### Epoca moderna

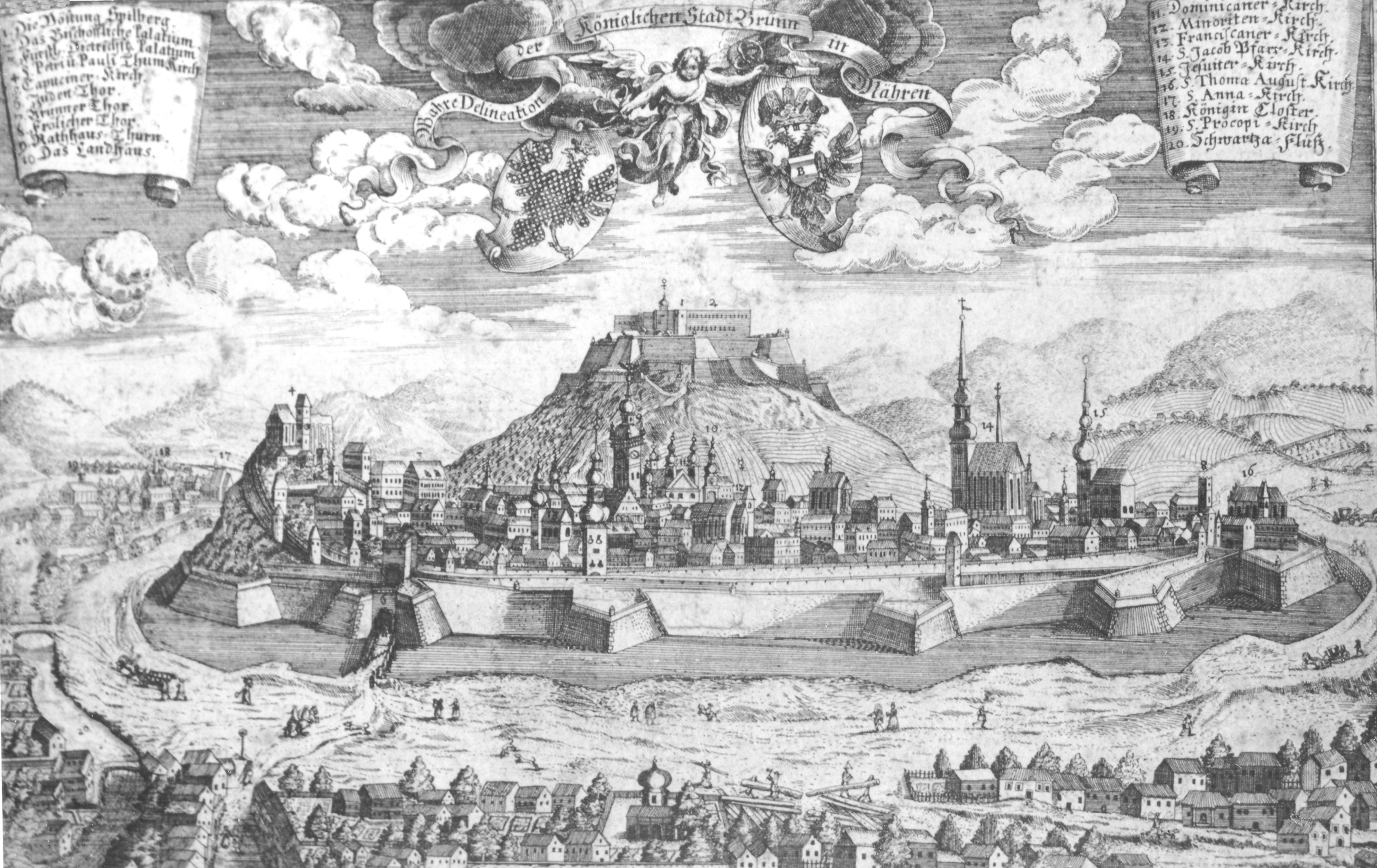
Brno nel 1700

Nel corso del XVIII secolo la Fortezza dello Spielberg venne ricostruita come un'enorme cittadella bastionata che permise alla città di resister all'assedio del 1742 da parte delle truppe prussiane di Federico il Grande. Nel 1777 venne fondata la diocesi di Brno, ricavandone il territorio da quella di Olomouc; Mathias Franz Graf von Chorinsky Freiherr von Ledske fu il primo Vescovo.
Sul finire del 1805, Brno viene occupata da Napoleone ed è alle sue porte che viene combattuta, il 2 dicembre di quell'anno, la battaglia di Austerlitz tra lo stesso Napoleone e l'esercito austro-russo.
Dal 1820 al 1830 nella fortezza dello Spielberg (Špilberk in ceco) adibita a carcere, vengono rinchiusi Silvio Pellico e altri aderenti alla Carboneria, insieme con altri prigionieri politici ungheresi.

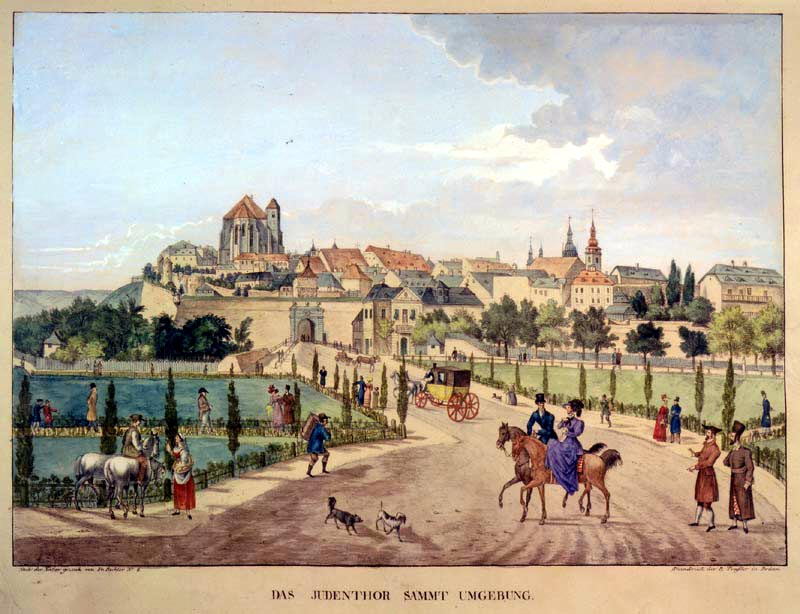
Brno nel 1829

Nel 1839 arriva a Brno il primo treno da Vienna, questo è stato l'inizio del trasporto ferroviario in quella che oggi è la Repubblica Ceca. Negli anni 1859-64 le fortificazioni cittadine furono completamente rimosse e nel 1869 un servizio di ippomobili, sorta di vagoni a cavallo, ha incominciato a operare a Brno, è stato il primo servizio di tram nelle terre ceche.
Nella seconda metà dell'Ottocento, Gregor Mendel compì nell'abbazia agostiniana di San Tommaso i suoi celebri esperimenti, che furono i precursori della genetica e della moderna biologia.
Con la rivoluzione industriale, la città diventa uno dei centri industriali dell'Austria. A partire dalla fine della prima guerra mondiale, Brno appartiene alla Cecoslovacchia. A Brno nacque, tra l'altro, Kurt Friedrich Gödel (Brno, 1906 – Princeton, 1978), matematico, logico e filosofo austriaco naturalizzato statunitense. Kurt Gödel è ritenuto uno dei più grandi logici di tutti i tempi insieme ad Aristotele e Gottlob Frege, le sue ricerche ebbero un significativo impatto, oltre che sul pensiero matematico e informatico, anche sul pensiero filosofico del XX secolo.

### Le guerre mondiali
Quando terminò la prima guerra mondiale nel 1918, la popolazione di Brno comprendeva circa 55 000 parlanti tedesco, tra cui quasi tutti gli abitanti di origine ebraica. Tuttavia, quasi tutta la popolazione ebraica di Brno di circa 12.000 persone venne assassinata dai nazisti durante l'occupazione tedesca del paese negli anni 1939-1945. Tutte le università ceche, compresa quella di Brno, vennero chiuse dai nazisti nel 1939, e il dormitorio universitario di Brno venne in seguito utilizzato come quartier generale della Gestapo. Brno è stata la sede di uno dei 45 sottocampi del campo di concentramento di Auschwitz, divenuta poi nel novembre 1943 sottocampo di Buna-Monowitz; e la sede di un altro campo nazista che ha ospitato circa 35 000 detenuti (la maggior parte cechi ma anche alcuni prigionieri di guerra americani e britannici vi vennero imprigionati e torturati, e circa 800 civili vi vennero uccisi.).

### Oggi

Logotipo della città

Dopo la divisione del 1993, la città passò alla Repubblica Ceca. Talvolta viene chiamata la Manchester ceca, perché anche oggi ospita diverse fabbriche e multinazionali conosciute a livello mondiale.
È sede di ricerca e di studi con l'Università Masaryk fondata nel 1919 e intitolata al primo presidente della Cecoslovacchia Masaryk. In epoca comunista, dal 1960 al 1990, l'università operava con il nome di "Università Jana Evangelisty Purkyně".
La città è il centro politico e culturale della regione della Moravia meridionale.
Villa Tugendhat, costruita negli anni venti, vicina al centro della città, è conosciuta come un monumento di architettura funzionalista, ed è stata riconosciuta come patrimonio dell'umanità dall'UNESCO nel 2002.
Nel 2013, sono stati ultimati i lavori dell'AZ Tower grattacielo più alto della Repubblica Ceca.

## Monumenti e luoghi d'interesse

### Edifici religiosi

Cattedrale dei Santi Pietro e Paolo.

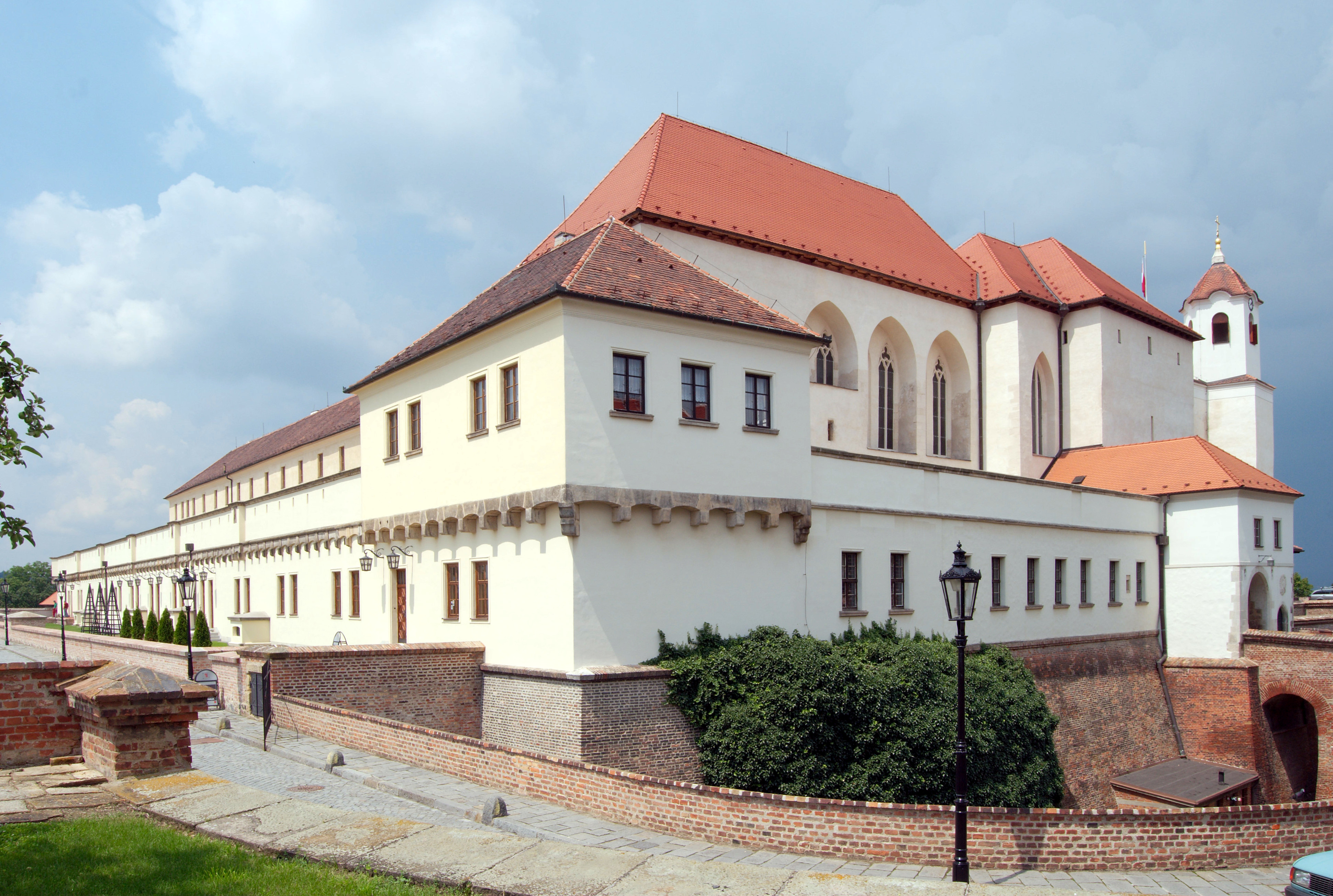
Lo Spielberg (Špilberk).

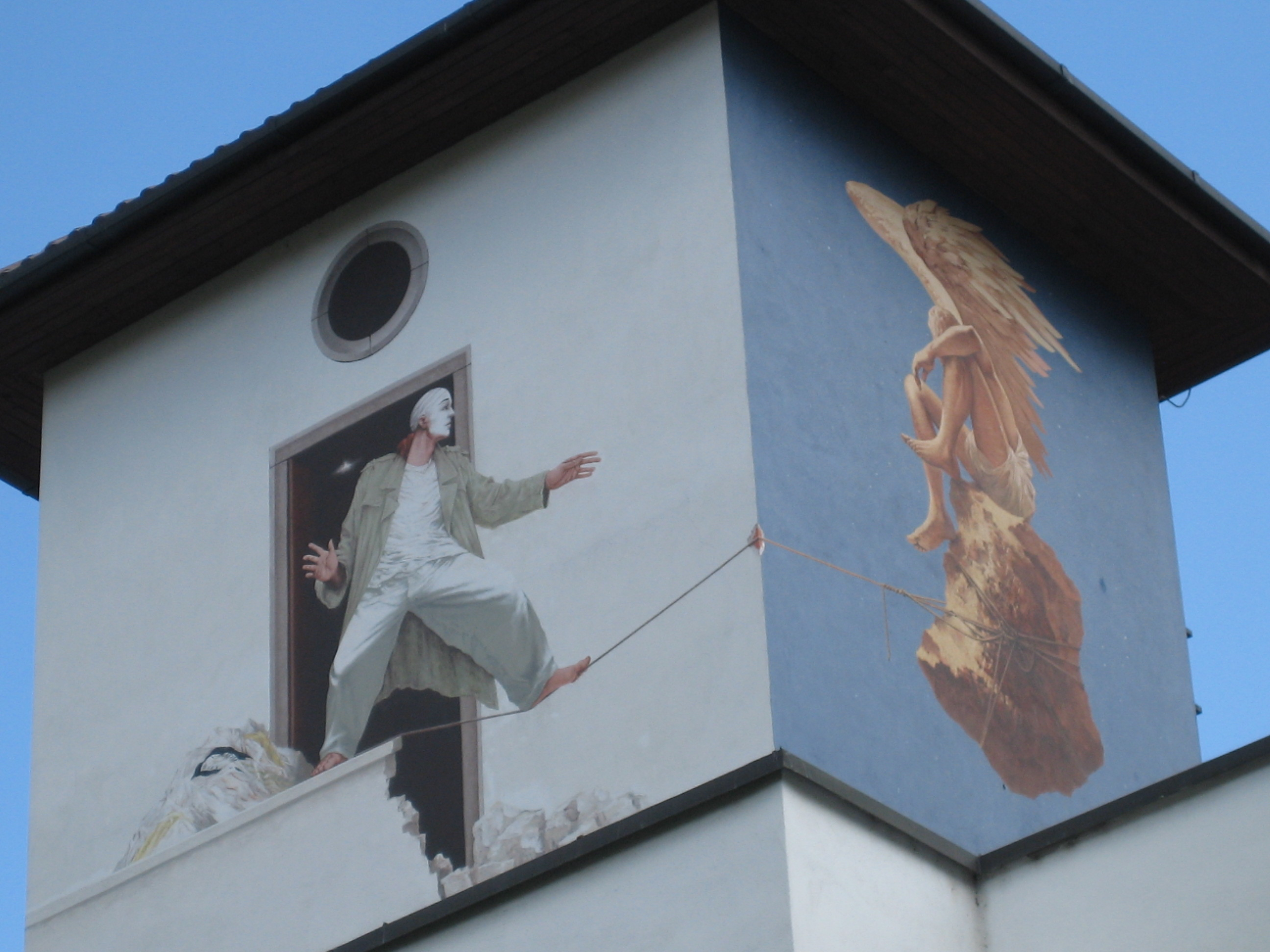
Particolare artistico di Brno

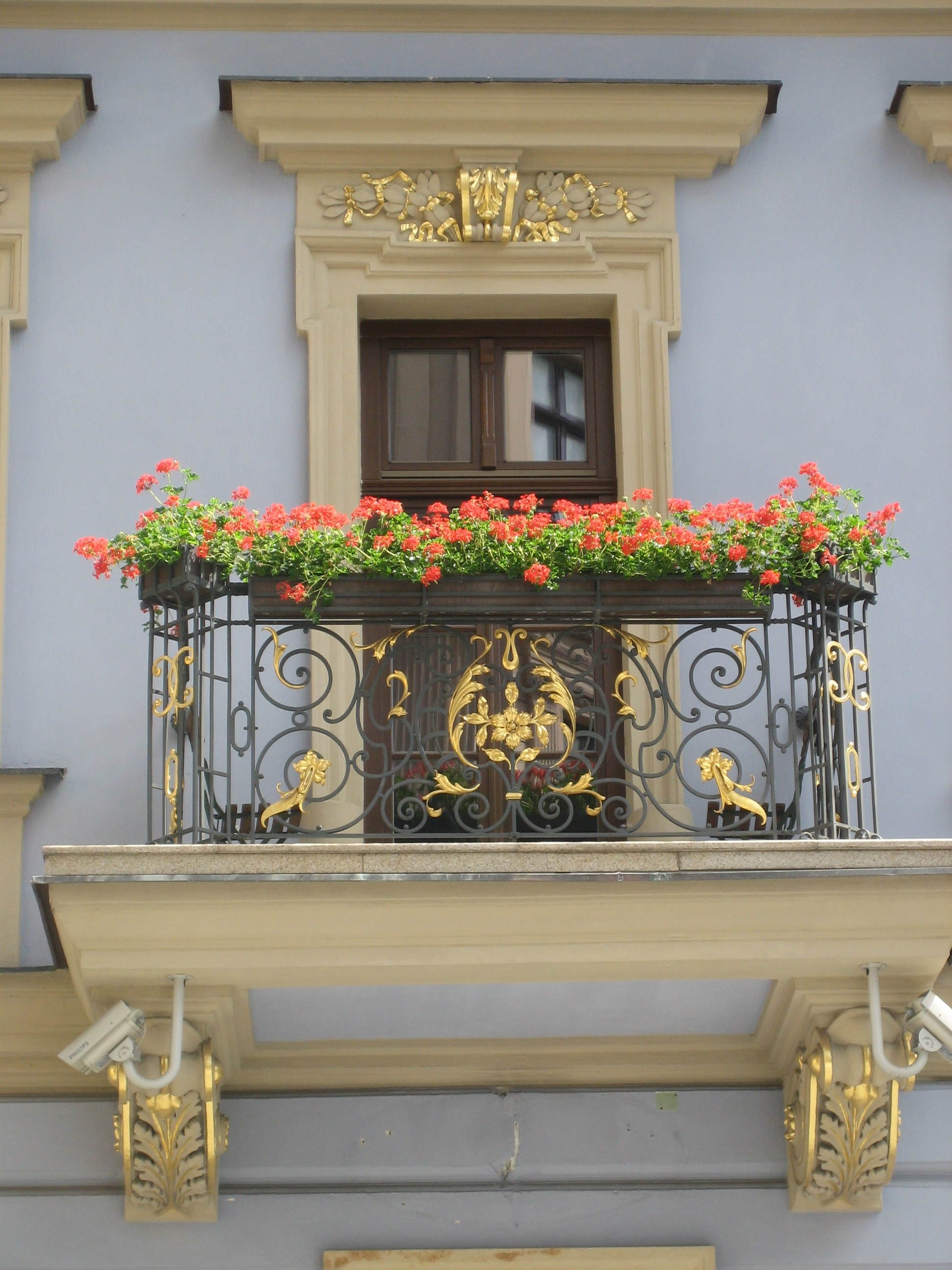
Un balcone colorato a Brno

- Cattedrale dei Santi Pietro e Paolo. Di origine romanica, venne ricostruita nel 1296 in stile gotico. Danneggiata dalla Guerra dei Trent'anni venne ristrutturata in stile barocco e poi rigoticizzata nel XIX-XX secolo. Domina la città dall'alto della collina, dalla quale si staglia con le caratteristiche guglie gemelle a spillo di 84 metri d'altezza.
- Chiesa di San Giacomo Maggiore. Grande costruzione gotica quattrocentesca a sala dalle belle volte reticolate.
- Abbazia di San Tommaso. Sorge nel quartiere di Staré Brno; è un antico monastero cistercense che venne fondato dalla regina Elisabetta Richeza di Polonia nel 1323. Conserva la bella chiesa gotica. Il naturalista abate Gregor Mendel condusse qui fra il 1856 e il 1863 i suoi esperimenti sulle piante di pisello, che in seguito diverranno note come Leggi di Mendel.
- Chiesa di San Tommaso. Chiesa barocca fondata col monastero annesso nel 1352 da Giovanni Enrico di Lussemburgo per gli agostiniani arrivati da poco in città. Nel 1650 vi viene fondata una prestigiosa Scuola di Musica e fra il 1662 e il 1668 la chiesa abbaziale venne ricostruita in forme barocche.
- Chiesa dell'Annunciazione di Maria Vergine nella frazione di Tuřany.
- Ossario di Brno
- Monastero dei Cappuccini
- Monastero delle Orsoline

### Edifici civili

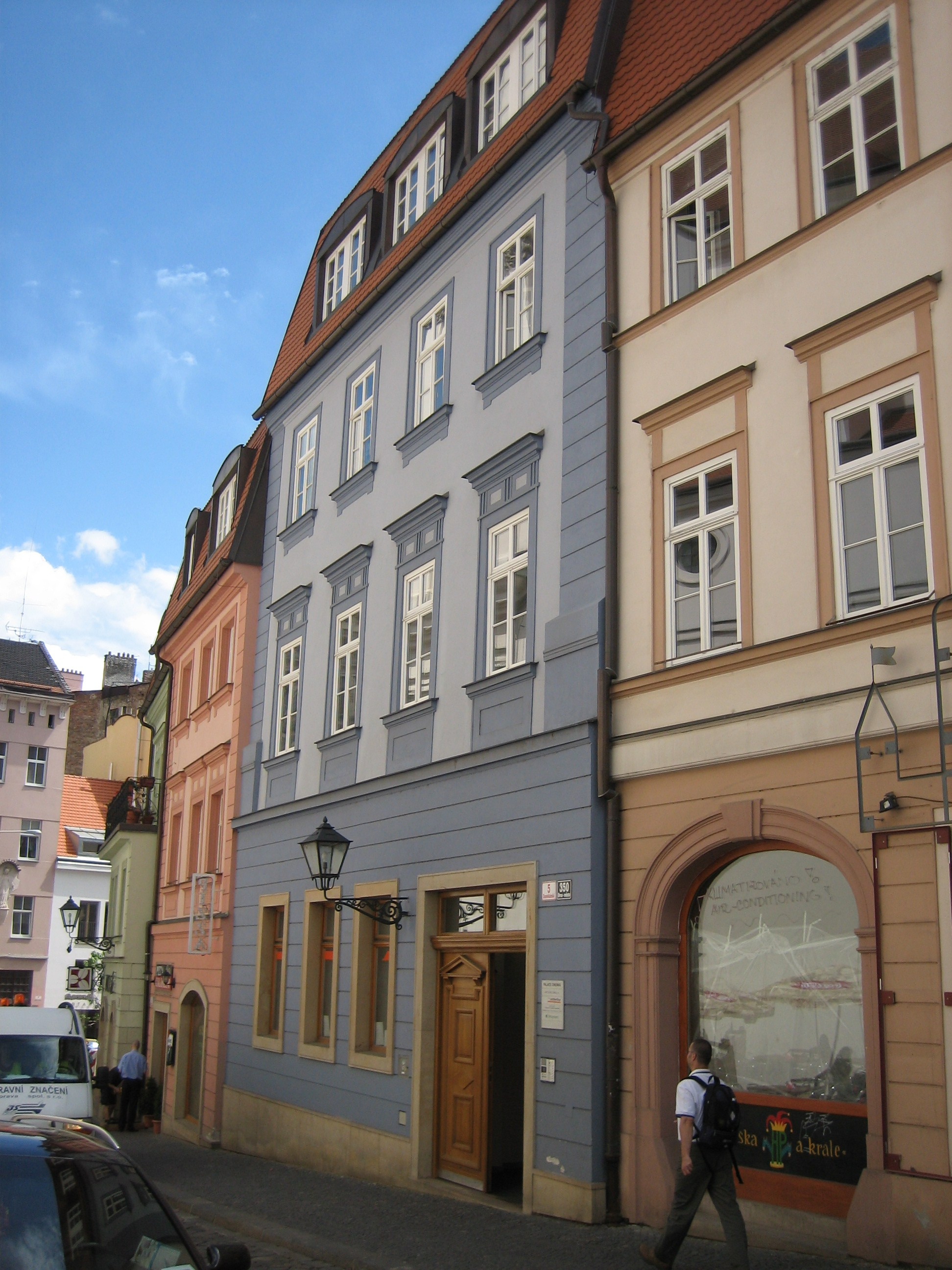
La centrale Via Dominikánská

- La centrale Via DominikánskáMunicipio Vecchio. Venne costruito in epoca tardogotica poi rifatto dopo le devastazioni della Guerra dei trent'anni. Conserva il superbo portale gotico a pinnacoli del 1510 opera di Anton Pilgram.
- Fortezza dello Spielberg. Risalente al XII secolo, domina il colle omonimo. Divenne residenza dei Margravi di Moravia, in seguito formidabile cittadella e infine prigione asburgica. In epoca risorgimentale fu noto come luogo di prigionia di vari patrioti italiani. Oggi è sede museale.
- Villa Tugendhat. Progettata negli anni 1928-30 dall'architetto tedesco Ludwig Mies van der Rohe, è uno degli edifici più rappresentativi dell'architettura moderna. Nel 2002 la villa è stata iscritta nel prestigioso elenco dei Patrimoni dell'umanità dell'UNESCO.
- Circuito di Brno. Situato a 14 km a nord-ovest dal centro, è la sede storica del Gran Premio motociclistico della Repubblica Ceca.

## Clima
| Brno                | Mesi | Mesi | Mesi | Mesi | Mesi | Mesi | Mesi | Mesi | Mesi | Mesi | Mesi | Mesi | Stagioni | Stagioni | Stagioni | Stagioni | Anno |
| Brno                | Gen  | Feb  | Mar  | Apr  | Mag  | Giu  | Lug  | Ago  | Set  | Ott  | Nov  | Dic  | Inv      | Pri      | Est      | Aut      | Anno |
| ------------------- | ---- | ---- | ---- | ---- | ---- | ---- | ---- | ---- | ---- | ---- | ---- | ---- | -------- | -------- | -------- | -------- | ---- |
| T. max. media (°C)  | 0,6  | 3,3  | 8,7  | 14,6 | 19,7 | 22,7 | 24,6 | 24,3 | 20,3 | 14,3 | 6,9  | 2,2  | 2,0      | 14,3     | 23,9     | 13,8     | 13,5 |
| T. min. media (°C)  | −4,9 | −3,1 | 0,0  | 3,9  | 8,2  | 11,4 | 12,7 | 12,6 | 9,5  | 5,1  | 1,0  | −2,8 | −3,6     | 4,0      | 12,2     | 5,2      | 4,5  |
| Precipitazioni (mm) | 24   | 23   | 26   | 33   | 61   | 75   | 72   | 62   | 42   | 33   | 38   | 29   | 76       | 120      | 209      | 113      | 518  |

## Cultura

### Manifestazioni

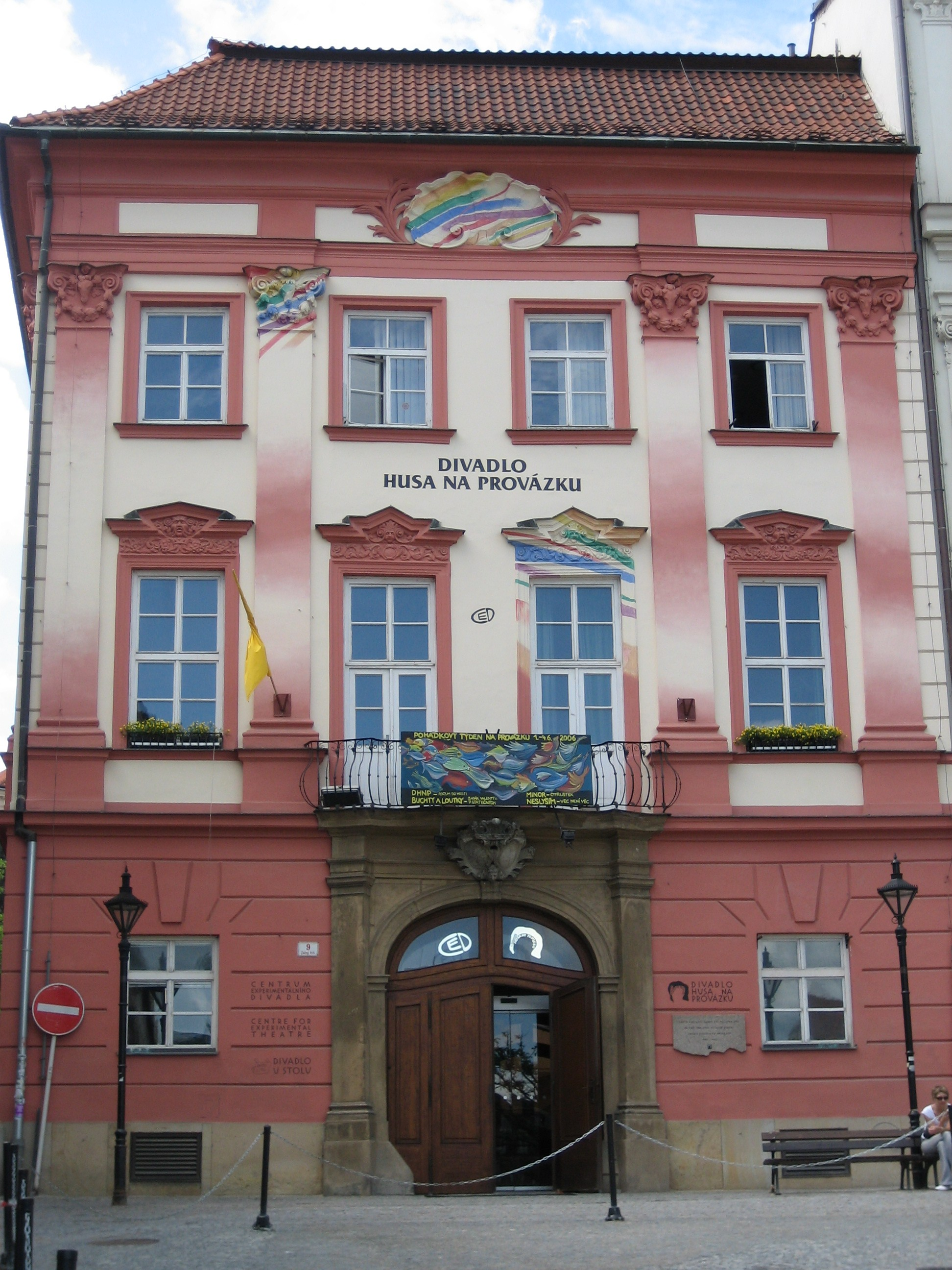
Il teatro Divadlo Husa na Provázku

- Il teatro Divadlo Husa na ProvázkuIgnis Brunensis, spettacolo pirotecnico che si svolge dal 1998 tra maggio e giugno.

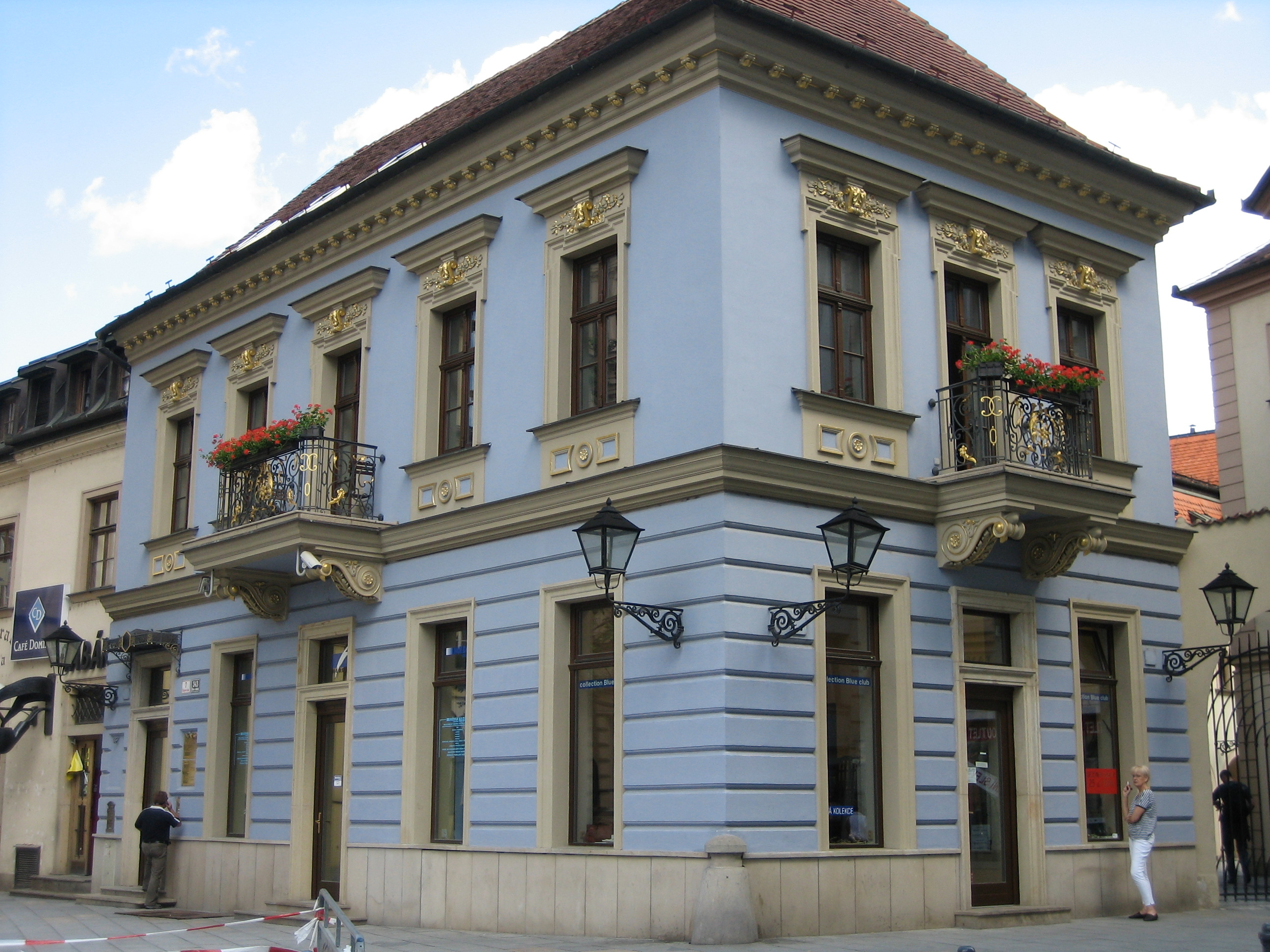
Palazzo sulla Šilingrovo náměstí

### Teatri
- Teatro municipale

### Musei
- Museo della cultura rom
- Galleria Morava

## Infrastrutture e trasporti
Importante nodo ferroviario della Moravia, il principale impianto della città è la stazione di Brno "hlavní nádraží", aperta nel 1839. Ci sono collegamenti ferroviari diretti dalla città verso Praga, Bratislava e Vienna.

## Amministrazione

### Gemellaggi
Brno è gemellata con:
- Dallas
- Kaunas
- Leeds
- Lipsia, dal 1973 - rinnovato nel 1999
- Poznań
- Rennes
- Sankt Pölten
- Stoccarda
- Utrecht
- Vienna
- Voronež
- Bratislava
- Charkiv

## Sport
Il famoso Circuito di Masaryk, dove tra l'altro si svolgono tutti gli anni gare di Motomondiale, è situato a 15 chilometri a nord-ovest della città.
La squadra di calcio 1. FC Brno rappresenta la città. Milita nella massima serie e ha partecipato anche ad alcune competizioni europee (vedi Coppa delle Coppe 1993-1994 e Coppa UEFA 1997-1998).

## Note

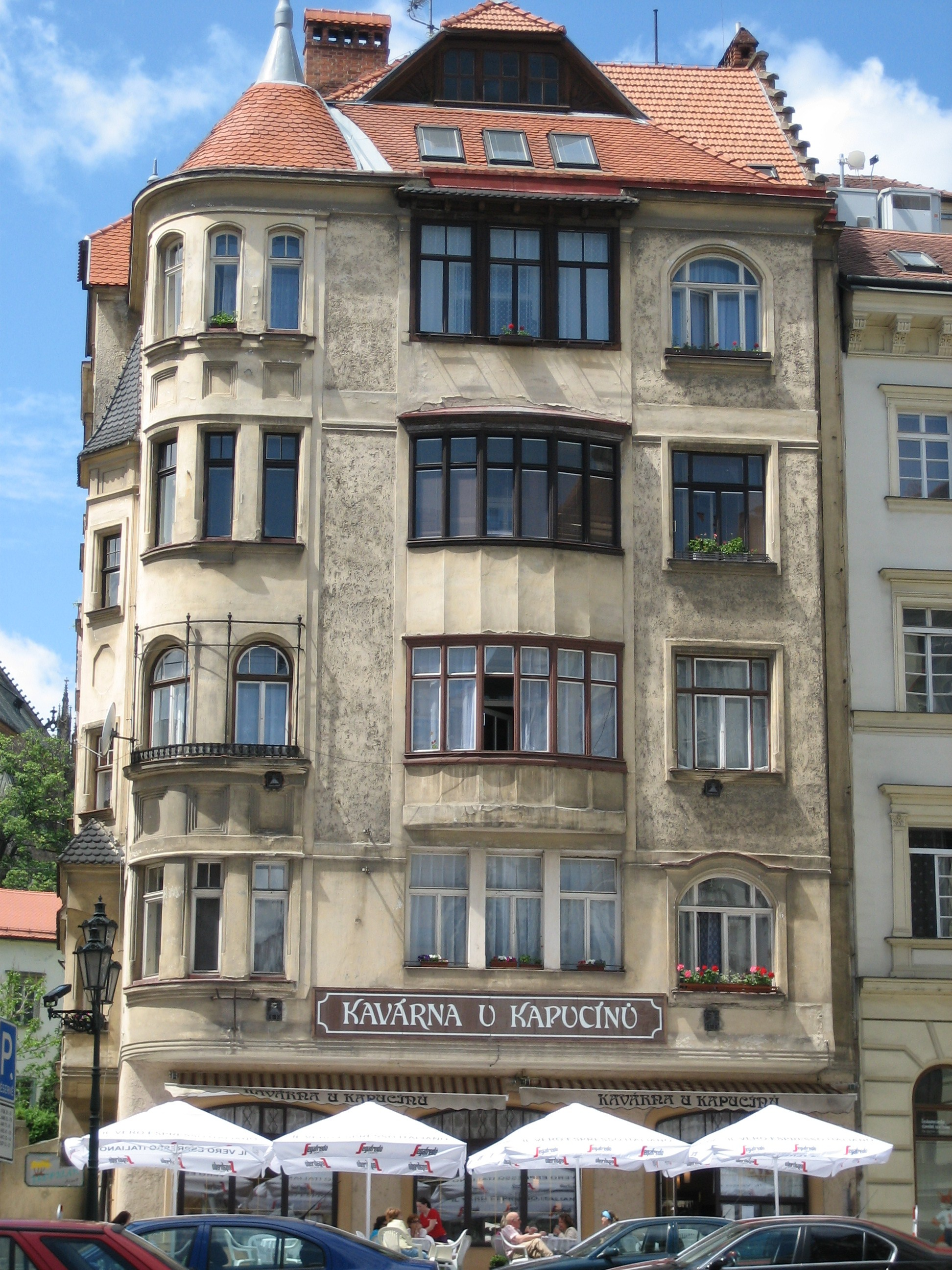
La famosa caffetteria Kavárna U Kapucínu